# Picross 3D: Round 2
Picross 3D: Round 2 , conhecido no Japão como Rittai Picross 2 (立体ピクロス, Rittai Pikurosu 2, lit. "Solid Geometry Picross 2") (立体ピクロス, Rittai Pikurosu 2?, lit. "Solid Geometry Picross 2") é um videojogo de quebra-cabeça desenvolvido pela HAL Laboratory para a Nintendo 3DS. É a sequela do jogo de 2009 da Nintendo DS, Picross 3D. O jogo foi lançado no Japão em 1 de outubro de 2015, na América do Norte em 1 de setembro de 2016, na Europa em 2 de dezembro de 2016, e na Austrália no dia 3 de dezembro de 2016. Na América do Norte, ele só foi lançado em formato digital.

## Jogabilidade
Picross 3D: Round 2 apresenta uma jogabilidade semelhante à de seu antecessor, Picross 3D, em que as regras de Picross são aplicadas tridimensionalmente. Em cada quebra-cabeças, os jogadores devem analisar os números apresentados em linhas e colunas, e pintura ou romper blocos específicos para revelar um modelo 3D de um objeto ou personagem. 